# Скородна (річка)
Скородна — річка в Україні, у Марківському й Біловодському районах Луганської області. Ліва притока Бишконя (басейн Дону).

## Опис
Довжина річки 25 км, похил річки 3,0 м/км, найкоротша відстань між витоком і гирлом — 23,33 км, коефіцієнт звивистості річки — 1,12. Площа басейну водозбору 143 км². Біля витоку на деяких ділянках річка пересихає.

## Розташування
Бере початок у селі Скородна. Тече переважно на південний захід через Тишківку, Нову Україну, Шуліківку і на південно-східній околиці Литвинівки впадає в річку Бишкінь, ліву притоку Деркулу.
Населені пункти вздовж берегової смуги: Сичанське, Виноградне, Кононівка.